# 阿基米德FM
阿基米德FM是上海广播电视台东方广播中心推出的一個網絡電台平台，用戶可以在阿基米德FM上搜索和收聽電台節目。阿基米德FM創始人為东方广播中心副主任王海濱。項目於2014年7月啟動，同年10月10日推出ios版的APP。截至2015年8月底，阿基米德FM上線7000檔節目，用戶達200萬。

## 外部連結
- 官方网站